# Coupe des îles Féroé de football 1963
Navigation
Løgmanssteypið 1962 Løgmanssteypið 1964
La Coupe des Îles Féroé 1963 de football est la 9e édition de la Løgmanssteypið (Trophée du Premier Ministre). 
La finale du tournoi se disputa à Tórshavn au stade Gundadalur.
Le HB Tórshavn fut le vainqueur. C'est le cinquième titre du club et signe ainsi le deuxième doublé Coupe - Championnat de l'histoire du football féroïen.

## Format
Prenant place sur deux jours à Tórshavn, la compétition se composa en une demi-finale et la finale. Seules les équipes de Meistaradeildin 1963 (Division des Champions) participèrent à la compétition. Le KÍ Klaksvík ne participa pas à la compétition. Le HB Tórshavn va directement en finale.

## Clubs participants
| \| B36 HB TB \| Localisation des clubs engagés dans la coupe nationale 1963. |
| B36 HB TB                                                                    |

- B36 Tórshavn - Meistaradeildin
- HB Tórshavn - Meistaradeildin Tenant du Titre
- TB Tvøroyri - Meistaradeildin

## Résultats

### Demi-finale
| Date             | Équipe 1     | Résultat | Équipe 2    |
| ---------------- | ------------ | -------- | ----------- |
| 7 septembre 1963 | B36 Tórshavn | 3-2      | TB Tvøroyri |

### Finale
| 8 septembre 1963 | HB Tórshavn | 7-1   | B36 Tórshavn | Gundadalur, Tórshavn |
|                  |             | (1-1) |              |                      |